# 1-й Конгресс США
Пе́рвый Конгре́сс США — заседание Конгресса США, которое проходило в Федерал-холл в Нью-Йорке и в Зале Конгресса в Филадельфии с 4 марта 1789 года по 4 марта 1791 года, в период первых двух лет президентства Джорджа Вашингтона. Обе палаты, состоящие из Сената и Палаты представителей, имели федералистское большинство. На первом заседании Первого Конгресса Правительство Соединённых Штатов официально начало свою деятельность в соответствии с новой структурой правления, установленной Конституцией.

## Важные события
- 1 апреля 1789 года — Палата представителей впервые собрала кворум и избрала своих должностных лиц
- 6 апреля 1789 года — Сенат впервые собрал кворум и избрал своих должностных лиц, подсчёт голосов выборщиков, Джордж Вашингтон и Джон Адамс были избраны соответственно президентом и вице-президентом[1]
- 21 апреля 1789 года — Джон Адамс фактически вступил в должность вице-президента США, начав председательствовать на сессиях Сената[2]
- 30 апреля 1789 года — состоялась первая инаугурация Джорджа Вашингтона в качестве 1-го Президента США
- 27 июля 1789 года — учреждение Государственного департамента США
- 2 сентября 1789 года — учреждение Министерства финансов
- 8 января 1790 года — Джордж Вашингтон выступил с первым посланием «О положении страны»
- 14 января 1790 года — Александр Гамильтон зачитывает Конгрессу свой Первый доклад об общественном кредите.
- 20 июня 1790 года — Компромисс 1790 года

## Ключевые законы
- Закон, регулирующий время и порядок принесения определённых присяг (1789)
- Тариф 1789 года[англ.] - 1789
- Закон о судебной системе 1789 года[англ.] - 1789
- Закон о патентах[англ.] - 1790
- Закон о натурализации (1790)
- Закон о преступлениях (1790)
- Закон об авторском праве (1790)
- Закон о проживании (1790)
- Закон о финансировании (1790)
- Тариф 1791 года (1791)

## Членство

### Сенат
| Начало | 20 | 2 | 13 | 7 |
| Конец  | 26 | 0 | 18 | 8 |

### Палата представителей
| Период | Всего | Вакантно | Партии                | Партии                       |
| Период | Всего | Вакантно | Федералистская партия | Анти-административная партия |
| ------ | ----- | -------- | --------------------- | ---------------------------- |
| Начало | 54    | 5        | 31                    | 23                           |
| Конец  | 64    | 1        | 36                    | 28                           |

## Состав

### Сенат
Перед именами в списке ниже указаны номера классов Сената, которые указывают цикл их избрания.

| Коннектикут - 1. Оливер Элсворт (Ф) - 3. Уильям Сэмюэл Джонсон (Ф) Делавэр - 1. Джордж Рид (Ф) - 2. Ричард Бассетт (А) Джорджия - 2. Уильям Фью (А) - 3. Джеймс Ганн (А) Мэриленд - 1. Чарльз Кэрролл (Ф) - 3. Джон Генри (Ф) Массачусетс - 1. Тристрам Далтон (Ф) - 2. Калеб Стронг (Ф) Нью-Гэмпшир - 2. Пэйн Вингейт (А) - 3. Джон Лэнгдон (Ф) Нью-Джерси - 1. Джонатан Элмер (Ф) - 2. Уильям Патерсон (Ф) → Филимон Дикинсон (Ф) | Нью-Йорк - 1. Филип Скайлер (Ф) - 3. Руфус Кинг (Ф) Северная Каролина - 2. Самуэл Джонстон (Ф) - 3. Бенжамин Хокинс (Ф) Пенсильвания - 1. Уильям Маклей (А) - 3. Роберт Моррис (Ф) Род-Айленд - 1. Теодор Фостер (Ф) - 2. Джозеф Стэнтон-младший (А) Южная Каролина - 2. Пирс Батлер (Ф) - 3. Ральф Изард (Ф) Виргиния - 1. Уильям Грейсон (А) → Джон Уокер (Ф) → Джеймс Монро (А) - 2. Ричард Генри Ли (А) |

### Палата представителей
| - Бенджамин Хантингтон (Ф) - Роджер Шерман (Ф) - Джонатан Стерджес (Ф) - Джонатан Трамбулл-младший (Ф) - Джеремайя Уодсворт (Ф) - Джон Вайнинг (Ф) - Джеймс Джексон (А) - Авраам Болдуин (А) - Джордж Мэтьюз (А) - Майкл Дженифер Стоун (А) - Джошуа Сени (А) - Бенджамин Конти (А) - Уильям Смит (А) - Джордж Гейл (Ф) - Дэниэл Кэрролл (Ф) - Фишер Эймс (Ф) - Бенджамин Гудхью (Ф) - Теодор Седжвик (Ф) - Джордж Партридж (Ф) - Джордж Тэтчер (Ф) - Джордж Леонард (Ф) - Джонатан Гроут (А) - Элбридж Томас Герри (А) - Абиль Фостер (Ф) - Николас Гилман (Ф) - Сэмюэл Ливермор (А) - Элиас Будино (Ф) - Ламберт Кадваладер (Ф) - Джеймс Шуреман (Ф) - Томас Синниксон (Ф) | - Уильям Флойд (А) - Джон Хаторн (А) - Джеремия Ван Ренсселер (А) - Джон Лоранс (Ф) - Эгберт Бенсон (Ф) - Питер Сильвестр (Ф) - Джон Эш (А) - Хью Уильямсон (А) - Тимоти Бладворт (А) - Джон Стил (Ф) - Джон Севьер (Ф) - Джордж Климер (Ф) - Томас Фитцсимонс (Ф) - Томас Хартли (Ф) - Фредерик Муленберг (Ф) - Томас Скотт (Ф) - Генри Винкуп (Ф) - Дэниел Хистер (А) - Джон Питер Мюленберг (А) - Бенджамин Борн (Ф) - Уильям Лоутон Смит (Ф) - Дэниел Хьюгер (Ф) - Эданус Бёрк (А) - Томас Самтер (А) - Томас Тюдор Такер (А) - Джеймс Мэдисон (А) - Джон Браун (А) - Эндрю Мур (А) - Исаак Коулз (А) - Джон Пейдж (А) - Джосайя Паркер (А) - Теодорик Блэнд (А) - Уильям Бранч Джайлс (А) - Александр Уайт (Ф) - Ричард Бланд Ли (Ф) - Сэмюэл Гриффин (Ф) |

### Статьи
- Currie, David P. «The Constitution in Congress: Substantive Issues in the First Congress, 1789—1791.» The University of Chicago Law Review 61 (1994): 775—865. online